# 원피스 스탬피드
《원피스 스탬피드》(영어: ONE PIECE STAMPEDE)는 2019년 개봉한 애니메이션, 모험, 판타지, 액션 영화이다.

## 줄거리
밀짚모자 해적단은 부에나 페스타가 주최하는 대규모 해적 축제인 해적 박람회를 위해 델타 섬에 도착한다. 페스타는 해적들을 부유하는 섬으로 보내 골 D. 로저 해적왕의 보물을 찾게 한다. 밀짚모자 해적단과 최악의 세대를 포함한 다른 해적단, 그리고 과거의 동맹과 적들은 녹 업 스트림을 타고 항해하며 보물을 향해 경쟁하며 서로 싸운다. 그러나 이 이벤트는 2년 전 풀려나기 전까지 20년간 임펠 다운 교도소에서 가장 위험한 범죄자였던 전설적인 해적 더글라스 불릿과 페스타 사이의 계획의 일부로 비밀리에 설정된 것이다. 트라팔가 로는 이를 발견하고 공격받지만, 사우전드 서니 호로 탈출하여 밀짚모자 해적단에게 경고한다.
니코 로빈, 상디, 토니토니 쵸파 그리고 브룩은 그와 함께 조사에 나서고, 비밀리에 활동하는 스모커가 뒤따른다. 페스타의 은신처에 잠입한 후, 그들은 그가 해군과 공모하여 델타 섬에 버스터 콜을 보내 섬과 그 위의 모든 것을 파괴할 계획임을 알게 된다. 보물이 발견되자, 배 한 척이 도착하여 부유하는 섬을 파괴한다. 해적들은 아래 만으로 떨어지고, 불릿은 보물을 차지하고 최악의 세대 멤버들에게 싸움을 건다. 몽키 D. 루피와 다른 최악의 세대 멤버들은 그의 힘과 악마의 열매 능력에 압도당한다. 불릿은 루피를 죽이려 하지만, 우솝이 그를 방해하여 불릿이 우솝을 공격하게 만든다. 그 사이에 다른 해적들은 델타 섬에서 도망치려 하지만, 해군 버스터 콜 함대가 그들에게 향하고 있음을 발견한다. 해군이 상륙하여 해적들과 충돌하는 동안, 로의 일행은 페스타의 소굴에서 스모커를 만나고, 상디는 그와 싸우는 동안 로와 로빈은 탈출한다. 상디는 스모커에게 페스타가 버스터 콜을 준비했다고 밝히고; 스모커는 몰랐던 사실에 해군이 이용당했음을 깨닫는다. 로와 로빈은 전 칠무해인 크로커다일과 마주치고, 그는 로를 자신의 계획에 끌어들이려 한다.
불릿은 버스터 콜 함대와 대치하고 각성한 악마의 열매 능력을 드러낸다. 그는 함대와 주변 도시를 해체하고 그 부품들로 거대한 거신을 형성하여 해적과 해군을 압도한다. 페스타는 불릿이 소유한 보물이 가장 유명한 보물인 원피스의 위치인 라프텔로 배를 인도할 수 있는 영원한 포세임을 밝힌다. 불릿의 꿈은 세계에서 가장 강한 사람들을 물리쳐 해적왕이 되는 것이고, 페스타는 그의 전쟁 경로와 보물을 사용하여 새로운 시대를 시작하려 한다. 불릿의 행동을 들은 해군 원수 사카즈키는 섬을 공격할 두 번째 버스터 콜을 명령한다.
상디, 로빈, 쵸파, 그리고 브룩이 만나고, 쵸파와 브룩은 루피를 찾으러 갈라진다. 그들은 반쯤 죽어있는 루피와 우솝을 발견하고, 쵸파가 그들을 치료한다. 의식을 되찾은 루피는 불릿을 공격하러 나서지만 압도당한다. 보아 행콕은 루피를 발견하지만, 그 과정에서 의도치 않게 버기, 스모커, 로, 그리고 루피의 의형제인 사보를 데려온다. 로는 불릿의 거신을 찢어버려 물리칠 계획을 공유하고, 그들은 크로커다일과 잠복해 있던 로브 루치가 돕는 해적과 싸운다. 그들의 연합 공격은 거신의 팔 하나를 파괴하고, 루피는 기어 포스로 다른 팔을 파괴한다. 이전에 우솝이 발사한 총알이 거신의 나머지를 파괴한다. 루피와 불릿은 주먹 싸움을 벌이고, 루피가 궁극적으로 승리한다. 크로커다일과 로브 루치는 영원한 포세를 얻으려 하지만, 루피는 그것을 파괴하며 자신의 선원들과 함께 도움 없이 원피스를 찾겠다고 주장한다.
페스타는 자신의 계획 실패를 한탄한 후 사보에게 패배하고 붙잡힌다. 루피는 자신의 선원들과 재회하고 다른 해적들과 함께 탈출하려 하지만, 두 번째 버스터 콜 함대와 마주친다. 그러나 스모커는 상부에게 버스터 콜이 더 이상 필요 없다고 연락하고, 사보는 불의 벽을 소환하여 해적들이 함대를 안전하게 통과하도록 돕는다. 로저는 영원한 포세를 못마땅해하고 버렸는데, 그것에 의존하는 사람은 원피스를 얻을 수 없다고 믿었기 때문이다. 루피의 선원들은 우솝을 제외하고 루피가 영원한 포세를 파괴한 것에 충격을 받는다. 루피는 만약 그것을 가졌다면 많은 위대한 모험을 놓쳤을 것이라고 주장한다.

## 출연진

### 일본어판 성우진
- 타나카 마유미 - 루피 목소리 역
- 나카이 카즈야 - 조로 목소리 역
- 오카무라 아케미 - 나미 목소리 역
- 야마구치 캇페이 - 우솝 목소리 역
- 히라타 히로아키 - 상디 목소리 역
- 오타니 이쿠에 - 쵸파 목소리 역
- 야마구치 유리코 - 로빈 목소리 역
- 야오 카즈키 - 프랑키 목소리 역
- 쵸 - 브룩 목소리 역

### 한국어판 성우진
- 강수진 : 몽키 D. 루피
- 김승준 : 롤로노아 조로
- 정미숙 : 나미
- 김소형 : 우솝 / 로브 루치
- 김영선 : 상디
- 정옥주 : 토니토니 쵸파
- 소연 : 니코 로빈
- 고구인 : 프랑키 / 와포루
- 이인성 : 브룩
- 김도영 : 코비
- 강구한 : 센고쿠
- 한상덕 : 골 D. 로저
- 이인석 : 바르톨로메오
- 송준석 : 크로커다일
- 이봉준 : 후지토라
- 이명희 : 보아 행콕
- 이상범 : 몽키 D. 가프 / 스모커
- 이재범 : 버기 / 도베르만 / 달마시안
- 정재헌 : 트라팔가 로
- 김태훈 : 실버즈 레일리
- 최한 : 쥬라큘 미호크
- 김혜성 : 폭시
- 박성영 : 캐번디시 / 모르건즈
- 이경태 : Mr.3
- 채민지 : 페로나
- 이동훈 : 포트거스 D. 에이스
- 이원찬 : 검은 수염
- 이새아 : 쥬얼리 보니 / 히나
- 안효민 : 아카이누
- 남도형 : 사보
- 한상혁 : 불릿
- 곽규미 : 센토마루
- 이현 : 모몬가 / 킬러
- 심규혁 : 헤르메포 / 드레이크
- 설영범 : 키자루
- 박요한 : 바질 호킨스 / 바스티유
- 김현욱 : 우루지
- 김민주 : 카포네
- 정주원 : 유스타스 키드 / 도널드
- 조경이 : 타시기 / 앤
- 황창영 : 아푸 / 브랑뉴 / 메이너드
- 김진홍 : 페스타
- 송하림 : 알비다
- 김예림 : 킨데렐라
- 장서화 : 페스타 부하
- 최현수 : 로메오 부하

## 수상 정보
- 2019년 제52회 시체스영화제 초청 애니메이션 스페셜 센서스
- 2020년 제43회 일본 아카데미상 후보 우수 애니메이션 작품상

## 같이 보기
- 원피스 (애니메이션)